# ペイプシ湖

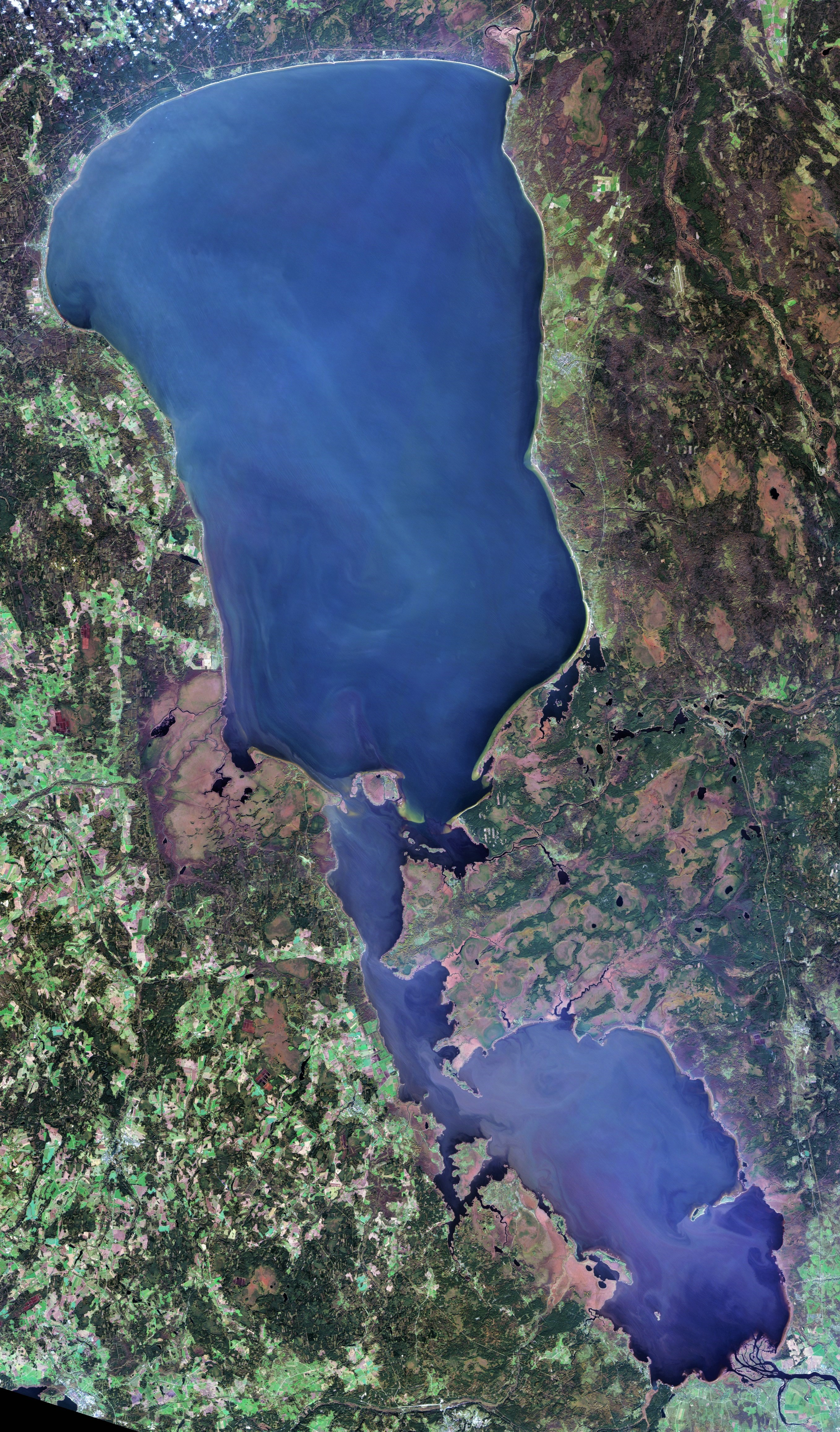
ペイプシ湖の衛星写真

ペイプシ湖（ペイプシこ、エストニア語: Peipsi-Pihkva järv）、またはペイプス湖（ドイツ語: Peipussee）、チュド湖（露: Чудско-Псковское озеро）は、エストニアとロシアの国境にあるエストニア最大の湖。北のペイプシ湖、南のピヒクバ湖、ふたつを繋ぐレーミ湖からなり、3湖を合わせてチュド湖と呼ぶこともある。ヨーロッパでもロシアのサンクトペテルブルクの北東に位置するラドガ湖・オネガ湖、スウェーデンのヴェーネルン湖、フィンランドのサイマー湖に続き5番目に大きい。湖には東のロシア側のプスコフから流れるヴェリーカヤ川などが注ぐ。また湖から北へはナルヴァ川が出ておりバルト海（フィンランド湾）に注ぐ。
面積は2,670平方キロメートル、平均水深は7.5メートル、最大深度は15メートルである。11月下旬から5月上旬まで結氷する。漁業や、観光など娯楽に使われるが、工業廃水による水質汚染が深刻化している。最大の島はエストニア領のピーリッサール島。周辺にフェン、泥炭地、ヨシ原などの湿地、草地、針葉樹林と混合落葉樹林があり、東岸の湖岸低地は1994年に、ピーリッサール島を含む西岸の一部は1997年にラムサール条約登録地となった。
1242年にアレクサンドル・ネフスキー率いるノヴゴロド公国軍がドイツ騎士団を破った氷上の戦いとして知られる決戦の舞台となった。